# Поиск Иранона
«Поиски Иранона» (англ. The Quest of Iranon) — рассказ американского писателя Говарда Филлипса Лавкрафта, написанный 28 февраля 1921 года. Впервые был опубликован в журнале «Galleon» за июль-август 1935 года, позднее, был напечатан в журнале «Wierd Tales» в 1939 году. Рассказ относится к «Циклу снов».

## Сюжет
Музыкант Иранон бродит по городам Страны снов и поет о прекраснейшем городе Эйра, который никто не видел. Иранон поет о том, как он родился в этом городе, в семье Царя и ему суждено вернуться туда принцем. Однажды он приходит в гранитный город Телос, где не было смеха и песен. Иранон поет на площади перед Башней Млина.   
О, Эйра, город из мрамора и изумрудов, где теплые и благоухающие рощи за кристально-чистой рекой Нитрой, и водопады крохотной Крэй, что текла по зеленой долине! Дворцы были из цветного с прожилками мрамора с позолоченными куполами и расписными стенами, зеленые сады с лазурными прудами и хрустальными фонтанами. 
Один старик начал молиться, а слепец увидел нимб вокруг головы Иранона, но большинство зрителей осмеивало его. Архонт велит ему идти работать в мастерскую сапожника Атока, иначе его прогонят из города. Иранон встречает мальчика по имени Ромнод, который обещает показать путь в Унэю, город лютни и танца, что за Карфианскими холмами. Вместе они долгое время странствуют, не замечая течения времени. Ромнод стал выглядеть старше Иранона, который оставался все так же молод. 
В Унэя люди осыпали цветами Иранона, он пел в чертогах монарха, который подарил ему роскошный дом. Царь привез во дворец танцоров из Лиранийской пустыни и смуглых флейтистов из восточного города Драйнена. Люди стали чаще бросать цветы танцорам и флейтистам, нежели Иранону. Однажды ночью Ромнод умер от болезни. Иранон покинул город всеми забытый, в старой одежде, в которой пришел сюда. 
Иранон посещает города Сидафрии и земли за пустыней Бназик, где над его ветхозаветными песнями смеются дети. Однажды Иранон выходит к убогой хижине дряхлого пастуха, который уже слышал об Эйре. В детстве его друг по играм, нищий мальчик, воображал себя сыном Царя и пел об Эйре. Над ним смеялись все, кто знал его с рождения. Он покинул дом маленьким, чтобы найти того, кто поверит в песни о странах, коих не было в помине, а звали его Иранон. Услышав правду, Иранон теряет вечную молодость, превратившись в старика, и уходит в глубину смертоносных зыбей.

## Персонажи
- Иранон

Иранон (англ. Iranon) — певец, в его звонком голосе звучала музыка юности. Его богатство было в том немногом, что он помнил, в грезах и мечтах. Одет в выцветшее, поношенное одеяние, мирра блестела в его выгоревших до желтизны волосах, а пурпурный плащ был изодран о колючие кусты склонов горы Сидрак. Родился в долине Нартоса, у реки Хари, а в юности ушел в Синару, на южный склон горы, где он пел на базаре. Оттуда отправился на лодке вниз по Хари до города Джарена, но солдаты прогнали его. Иранон посетил города: Стефелос, топь на месте Сарната, Фраю, Илларнек, Кадатерон, реку Аи, Олатое, Ломар и Земли Мнар. 
- Ромнод

Ромнод (англ. Romnod) — мальчик из Телоса, попутчик Иранона. Состарился намного раньше Иранона. В Уэнья его лицо оплывало от вина, он все реже и реже предавался мечтам и песням товарища. Однажды Ромнод тяжело захрипел на своем затрапезном ложе и в жутких корчах скончался. 

### Второстепенные персонажи
Архонт (англ. Archon) — должность главы города Телнос. 
Аток (англ. Athok) — сапожник в мастерской города Телнос.   
Царь Унэя (англ. Monarch) — правящий монарх в городе Унэя, который одарил богатыми дарами Иранона и поселил в его в роскошном доме.
Пастух (англ. Shepherd) — дряхлый старец, что жил в убогой хижине в землях, что лежат за пустыней Бназик. 

## Вдохновение
«Энциклопедия Лавкрафта» называет рассказ «Поиск Иранона» «одним из лучших подражаний лорду Дансени». Иранон родился в Стране снов и, возможно, не имеет понятия о реальном мире. Его образ похож на героев древнегреческой мифологии, а характер произведения напоминают литературу Древней Греции. Город Уэня похож на Конья в Турции, где в античности была Персидская империя, на территории нынешнего Ирана. Имя Иранон похоже на Иран.
Иранон говорит, что он «долго жил в Олатое, на земле Ломар», которые описаны в рассказе «Полярис». Иранон пешком дошел в западные части Страны снов и посетил болото, где когда-то стоял Сарнат и реку Ай из рассказа «Карающий Рок над Сарнатом».

## География

### Северо-запад
- Эйра (англ. Aira) — музыкант Иранон выдумал город из мрамора и изумрудов, где теплые и благоухающие рощи за кристально-чистой рекой Нитрой (от англ. Nithra), и водопады крохотной Крэй (от англ. Kra), что текла по зеленой долине! Дворцы Эйры сделаны из цветного с прожилками мрамора с позолоченными куполами и расписными стенами, зеленые сады с лазурными прудами и хрустальными фонтанами. На холме располагается акрополь и терраса.
- Телос (англ. Teloth) — серый гранитный город на реке Зуро (Zuro) с квадратными и прямоугольными домами, где угрюмые люди трудятся всю жизнь, и отродясь не слыхали ни смеха, ни песен.
- Унэя (англ. Oonai) — город лютни и танца, где купола были серыми и мрачными, а горожане устраивали шумные пирушки и были тупыми от вина.
- Зуро (англ. Zuro) — река, на которой стоит город Телос.
- Сидрак (англ. Sidrak) — гора, вблизи Телоса, что высится напротив древнего каменного моста.
- Карфианские холмы (англ. Karthian hills) — холмы вдали от Телоса, через которые путь лежит в Унэя.
- Нартос (англ. Narthos) — долина, в которой в детстве поселился Иранон.
- Хари (англ. Xari) — холодная река в долине Натрос.
- Синара (англ. Sinara) — город на южном склоне гор.
- Джарена (англ. Jaren) — город, чьи стены украшены плитками разноцветного оникса.
- Стетелос или Стефелос (англ. Stethelos) — город, что лежит ниже великого водопада.
- Олатое (англ. Olathoë) — город в земле Ломар.
- Земля Ломар (англ. Land of Lomar) — страна в холодной пустыне.
- Лиранийская пустыня (англ. Liranian desert) — земли в пустыне известные танцорами, которые неистово кружатся, как волчки.
- Драйнена (англ. Drinen) — город на востоке, известный своими флейтистами.
- Сидафрии (англ. Cydathria) — городах в землях, что лежат за пустыней Бназик, где потешались дети над песнями Иранона.
- Пустыня Бназик (англ. Bnazic desert) — пустыня, в которой стоит город Садафрии.
- Смертоносные зыби (англ. Lethal quicksands) — опасные земли, где ночью луна луна проливала на болото сияние.

### Запад
- Сарнат (англ. Sarnath) — город, который был разрушен и на месте которого теперь находиться топь. Описан в рассказе «Карающий Рок над Сарнатом».
- Траа (англ. Thraa) — город на извилистой реке Ай.
- Иларнек (англ. Ilarnek) — город на извилистой реке Ай.
- Кадатерон (англ. Kadatheron) — город на извилистой реке Ай.
- Ай (англ. Ai) — река, на которой стоят города Траа, Иларнек и Кадатерон.

## Связь с другими произведениями
Город Стетелос (англ. Stethelos) описан в рассказе «Зелёный Луг».
Города Сарнат, Траа, Иларнек, Кадатерон описаны в рассказе «Карающий Рок над Сарнатом».
Город Олатое и земля Ломар описаны в рассказе «Полярная звезда».